# Тимошкино (Красногорський район)
Тимо́шкино (рос. Тимошкино) — село у Красногорському районі Московської області Російської Федерації.

## Розташування
Село Тимошкино входить до складу сільського поселення Ільїнське. Воно розташоване на березі річки Істра. Найближчі населені пункти Степановське, Дмитровське, Мечниково.

## Населення
Станом на 2010 рік у селі проживало 62 людини.